# Hexatoma (Eriocera) caesia
Hexatoma (Eriocera) caesia is een tweevleugelige uit de familie steltmuggen (Limoniidae). De soort komt voor in het Palearctisch gebied.